# Pet spojeva tjedno
Pet pojeva tjedno je hrvatska reality emisija utemeljena na britanskoj emisiji Five Guys a Week. Emisija prati samce u potrazi za partnerima. Prikazivala se na RTL-u od 21. studenoga do 16. prosinca 2022. godine.

## Format
Emisija se sastoji od tjednih ciklusa. U središtu svakoga tjedna je mladić ili djevojka koji želi pronaći partnera. Svaki od njih useljava u kuću s petero kandidata, odnosno potencijalnih partnera, s kojima tjedan dana zajedno žive. Njihov suživot prate kamere dok izlaze na romantične spojeve, druže se i zabavljaju sa svojim potencijalnim partnerima, a na kraju tjedna biraju onog ili onu s kojom osjećaju najveću povezanost.

## Vanjske poveznice
- Službena stranica na rtl.hr